# José Gaitán
José Luis Gaitán (Rosario, 7 settembre 1957) è un ex calciatore argentino, di ruolo centrocampista.

## Carriera

### Club
Ha giocato nella massima serie argentina con Rosario Central e Loma Negra.

### Nazionale
Con la nazionale argentina ha giocato 3 partite prendendo parte alla Copa América 1979.

## Palmarès

### Club

#### Competizioni nazionali
- Campionato argentino: 1

Rosario Central: Nacional 1980